# Litla Narøyna
Litla Narøyna est une île dans le landskap Sunnhordland du comté de Vestland. Elle appartient administrativement à Øygarden.

## Géographie
Rocheuse et désertique, à l'ouest de Stora Narøyna, elle s'étend sur environ 364 m de longueur pour une largeur approximative de 203 m. Elle est partagée en deux gros blocs.